# Chris Stewart (Politiker)

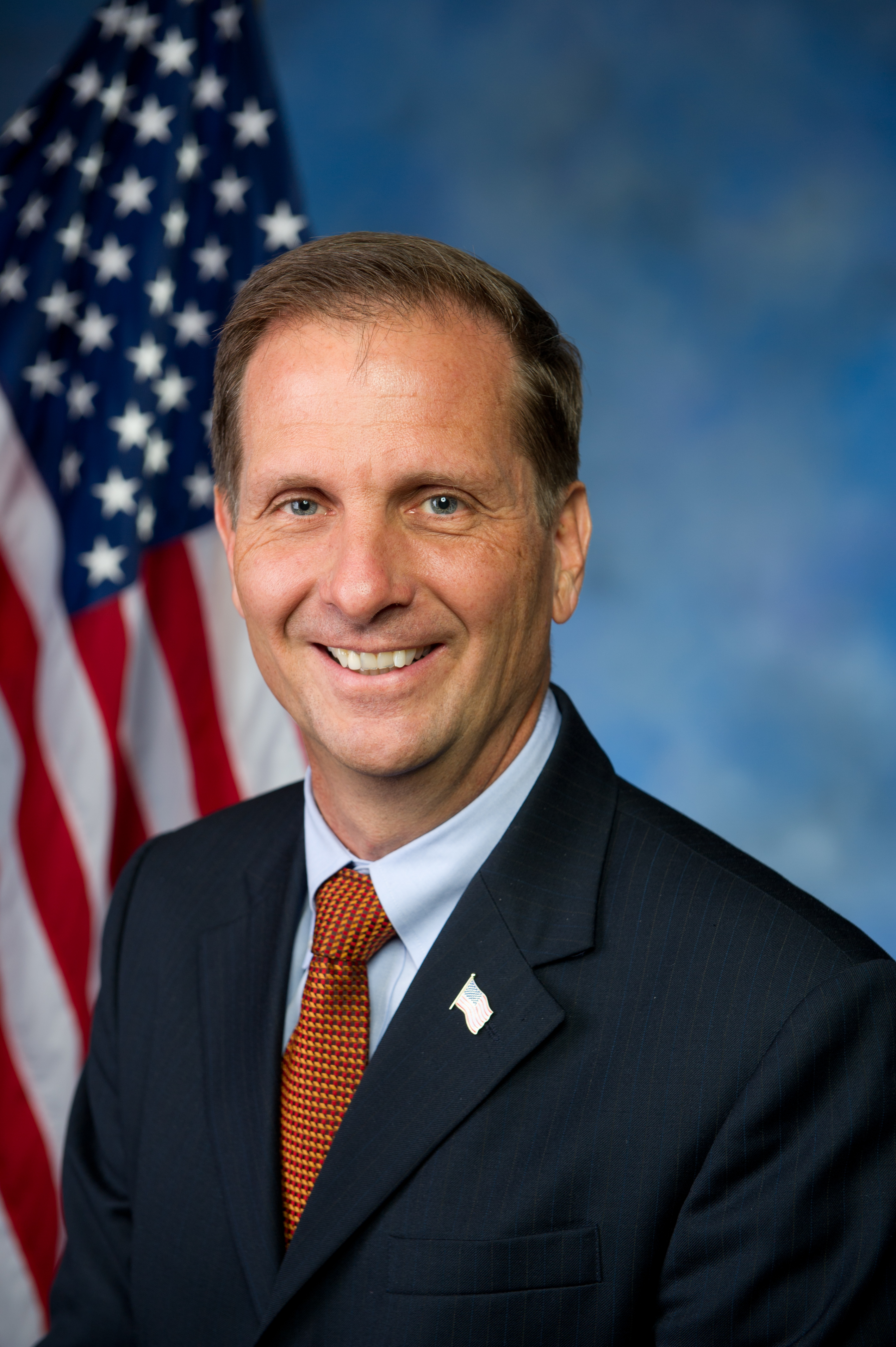
Chris Stewart (2013)

Christopher Douglas „Chris“ Stewart (* 15. Juli 1960 in Logan, Cache County, Utah) ist ein US-amerikanischer Politiker der Republikanischen Partei. Von 2013 bis 2023 vertrat er den zweiten Distrikt des Bundesstaats Utah im US-Repräsentantenhaus.

## Werdegang
Chris Stewart wuchs auf einer Milchfarm im nördlichen Teil des Staates Utah auf. Bis 1978 besuchte er die Sky View High School. Später studierte er bis 1984 an der Utah State University in Logan Wirtschaft. Zwischenzeitlich war er in Texas für die Mormonenkirche missionarisch tätig. Zwischen 1984 und 1998 diente er in der United States Air Force. Er war als Pilot eingesetzt und erreichte den Rang eines Majors. Im Jahr 1995 stellte er einen Weltrekord mit einem B-1 Bomber auf, indem er die schnellste Erdumrundung schaffte. Nach seiner Militärzeit wurde er im privaten Bereich tätig. Heute ist er Vorstandsvorsitzender der Shipley Group, einer auf Umwelt und Energie spezialisierten Beraterfirma. Er unterstützt die Anti-Terrorkurse der Regierung. Seit dem Ende der 1990er Jahre trat er auch als Schriftsteller in Erscheinung. Er verfasste insgesamt 17 Romane.
Harris ist mit seiner Frau Evie verheiratet. Gemeinsam hat das Paar sechs Kinder.

## Politische Laufbahn
Politisch wurde Stewart Mitglied der Republikanischen Partei. Bei den Kongresswahlen des Jahres 2012 wurde er im zweiten Wahlbezirk von Utah in das US-Repräsentantenhaus in Washington, D.C. gewählt, wo er am 3. Januar 2013 die Nachfolge des Demokraten Jim Matheson antrat, der in den vierten Distrikt wechselte. Bei der Wahl erreichte er 62 Prozent der Wählerstimmen. Bei allen folgenden Wahlen zwischen 2014 und 2022 wurde Stewart immer mit mindestens 56 % der Stimmen wiedergewählt. Sein bestes Ergebnis erzielte er bei den Wahlen 2016 mit 61,6 %, und das schlechteste Wiederwahlergebnis hatte er im Jahr 2018 mit 56 Prozent der Stimmen.
Die Primary (Vorwahl) seiner Partei für die Wahlen 2022 am 28. Juni konnte er mit 72,1 % gewinnen. Er trat am 8. November 2022 gegen Nicholas Mitchell von der Demokratischen Partei, sowie zwei weitere Kandidaten an. Er konnte die Wahl mit 63,4 % der Stimmen klar für sich entscheiden und war im Repräsentantenhaus des 118. Kongresses vertreten.  Zum 15. September 2023 trat Stewart von dem Amt zurück. Als Grund nannte er Gesundheitsprobleme seiner Frau. Als Termin für die Nachwahl wurde der 21. November 2023 festgesetzt. Dabei wurde Celeste Maloy zu seiner Nachfolgerin gewählt.

### Ausschüsse
Stewart war Mitglied in folgenden Ausschüssen des Repräsentantenhauses:
- Committee on Appropriations
  - Financial Services and General Government
  - Interior, Environment, and Related Agencies
- Permanent Select Committee on Intelligence
  - Counterterrorism, Counterintelligence, and Counterproliferation
  - Strategic Technologies and Advanced Research (Ranking Member)

Zuvor war er auch Mitglied im Committee on the Budget. Außerdem war er Mitglied in zwölf Caucuses.

### Verhalten um die Anfechtung der Wahl 2020
Arrington gehörte zu den Mitgliedern des Repräsentantenhauses, die bei der Auszählung der Wahlmännerstimmen bei der Präsidentschaftswahl 2020 für die Anfechtung des Wahlergebnis stimmten. Präsident Trump hatte wiederholt propagiert, dass es umfangreichen Wahlbetrug gegeben hätte, so dass er sich als Sieger der Wahl sah. Für diese Behauptungen wurden keinerlei glaubhafte Beweise eingebracht. Der Supreme Court wies eine entsprechende Klage mit großer Mehrheit ab, wobei sich auch alle drei von Trump nominierten Richter gegen die Klage stellten.